# Blussangeaux
Blussangeaux település Franciaországban, Doubs megyében. Lakosainak száma 78 fő (2022. január 1.). Blussangeaux Longevelle-sur-Doubs, La Prétière és Saint-Maurice-Colombier községekkel határos.

## Népesség
A település népességének változása:
| Lakosok száma | 71   | 70   | 66   | 71   | 80   | 84   | 84   | 84   | 85   | 78   |
|               | 1968 | 1982 | 1990 | 2006 | 2013 | 2015 | 2017 | 2019 | 2020 | 2022 |